# عبد الوهاب عبد الحافظ
عبد الوهاب محمد عبد الحافظ (1937-2024) هو عالم أحياء دقيقة وباحث وأكاديمي مصري، من مواليد مدينة الدقهلية شغل العديد من المناصب الأكاديمية في جامعة عين شمس، وأنتخب عضواً بمجمع اللغة العربية عام 2012، وأصبح رئيسًا له منذ 16 مارس 2023. توفي بتاريخ 10 نوفمبر 2024.

## حياته
عاش في قرية ريفية في وسط مدينة المنصورة، وكان من محبي الزراعة، درس في كلية الزراعة وتخرج منها عام 1959، عمل لمدة عام في المركز القومي للبحوث، كطالب باحث، ثم بعد ذلك معيداً في كلية الزراعة لإكمال دراسة الماجستير في جامعة عين شمس.

## دراسته
- حاصل على شهادة البكالوريوس في العلوم الزراعية من جامعة عين شمس عام 1959.
- حاصل على شهادة الماجستير في علم الأحياء الدقيقة الزراعية (الميكروبيولوجيا الزراعية) من جامعة عين شمس عام 1962.
- حاصل على شهادة الدكتوراه في علم الأحياء الدقيقة الزراعية (الميكروبيولوجيا الزراعية) من جامعة عين شمس عام 1966.

## مناصب وعضوية

### مناصب
- عُيّن أستاذًا لقسم الميكروبيولوجيا الزراعية في جامعة عين شمس عام 1977.
- وكيل في كلية الزراعة للدراسات العليا بجامعة عين شمس عام 1985.
- عميد لكلية الزراعة في جامعة عين شمس عام 1987.
- رئيس جامعة عين شمس من 1992 الى 1997.[4]
- أستاذ متفرغ منذ عام 1997.

### عضوية
- عضو في المجلس الأعلى للجامعات.
- عضو في الجمعية المصرية للوراثة.
- عضو في مجمع اللغة العربية منذ عام 2012.
- عضو في الجمعية المصرية للأراضي والمياه.

## مؤلفاته
1. أساسيات الميكروبيولوجيا الصناعية.[5]
2. عالم البكتريا.
3. الكائنات الدقيقة عملياً، (مترجم).
4. الأغذية المتخمرة وعلاقتها بصحة الإنسان.
5. الميكروبيولوجيا التطبيقية.
6. مقدمة في علم الميكروبيولوجيا.
7. ميكروبيولوجيا الأراضي.
8. موسوعة المصطلحات الزراعية المصورة.
9. الإنزيمات الميكروبية وتطبيقاتها في الصناعة والطب.
10. مقدمة في ميكروبيولوجيا التربة.
11. أساسيات نقل التكنولوجيا في الزراعة.
12. الأسمدة الحيوية ودورها في حماية البيئة وسلامة الغذاء.

## جوائز
1. حاصل على جائزة عين شمس التقديرية عام 1997.
2. حاصل على جائزة الدولة التقديرية في العلوم الزراعية عام 1997.